# Élections générales peleliennes de 2009
Les élections générales peleliennes de 2009 sont les élections générales ayant eu lieu dans l'État de Peleliu aux Palaos. Elles se sont déroulées le 2 décembre 2009.

## Candidatures et résultats

### Candidats à la fonction de gouverneur
Deux candidats, lesquels sont cousins, se sont présentés au poste de gouverneur :
| Nom            | Qualité | Remarques   |
| -------------- | ------- | ----------- |
| Kangichi Uchau |         | Il est élu. |
| Caleb Otto     |         |             |

### Candidats à la Législature et résultats
Les candidats pour la Législature sont au nombre de 9 pour les 5 sièges octroyés à la circonscription générale de Peleliu. Il s'agit de :
| Nom                     | Qualité | Résultats |
| ----------------------- | ------- | --------- |
| Terry Eledui-Ngiraingas |         | 277 voix  |
| Charles Des Matsutaro   |         | 268 voix  |
| Billy Rekemel           |         | 256 voix  |
| Lucky Ngiradonges       |         | 231 voix  |
| Johannes Tsuneo         |         | 218 voix  |
| Evence Kebekol          |         | 209 voix  |
| Barret Ridep            |         | 165 voix  |
| Postol Remeliik         |         | 162 voix  |
| James Beluong           |         | 129 voix  |

Les six candidats pour les villages traditionnels de Peleliu sont :
| Village    | Nom                    | Remarques        | Résultats |
| ---------- | ---------------------- | ---------------- | --------- |
| Ngerchol   | Alex Ridep-Ngiraingas  | Sans opposition. | 93 voix   |
| Ngerdelolk | Kalbesang Soalablai    | Sans opposition. | 34 voix   |
| Ngesias    | Joe B. Novuo           | Sans opposition. | 75 voix   |
| Teliu      | Gene Tkel              | Sans opposition. | 31 voix   |
| Ngerkeukl  | Edwight Mengirarou     |                  | 52 voix   |
| Ngerkeukl  | Ethiopia « Pia » Mabel |                  | 45 voix   |

## Sources